# Quang Minh, Văn Yên
Quang Minh là một xã thuộc huyện Văn Yên, tỉnh Yên Bái, Việt Nam.

## Địa lý
Xã Quang Minh nằm ở phía huyện Văn Yên, có vị trí địa lý:
- Phía đông giáp huyện Lục Yên
- Phía tây giáp các xã Đông Cuông, An Bình, Mậu Đông
- Phía nam giáp xã Mậu Đông
- Phía bắc giáp xã An Bình.

Xã Quang Minh có diện tích 48,66 km², dân số năm 2019 là 2.687 người, mật độ dân số đạt 55 người/km².

## Hành chính
Xã Quang Minh được chia thành 4 thôn: Khe Ván, Khe Giềng, Khe Tăng, Minh Khai.